# Aston Martin DB6
L'Aston Martin DB6 est une automobile produite de 1965 à 1970 par le constructeur britannique Aston Martin. Produite sous la direction de David Brown, elle devait assurer la succession de la DB5, qui avait connu un immense succès.

## Présentation
Sa structure emploie le procédé Superleggera mis au point par le carrossier italien Touring. D'abord présentée en version coupé, la DB6 sera déclinée en cabriolet, baptisé « DB6 Volante » ainsi qu'il est coutume chez le constructeur de Newport Pagnell.
Mécaniquement, la DB6 hérite du moteur de son aînée, un six-cylindres en ligne de 4 litres de cylindrée développant 282 chevaux. Ce dernier équipe également la version sportive de la DB6, la Vantage, et voit alors sa puissance passer à 325 ch.
Sur le point de vue du design, la DB6 dispose d'une nouvelle face arrière bien différente de celle de la DB5.
La DB6 Mark II est annoncée en août 1969. Elle se distingue par des ailes élargies pour permettre le passage de roues plus larges. 248 seront produites.
Quelques breaks de chasse seront construits sur la base de DB6 (sept par Harold Radford (en) et quelques autres par FLM Panelcraft (en))

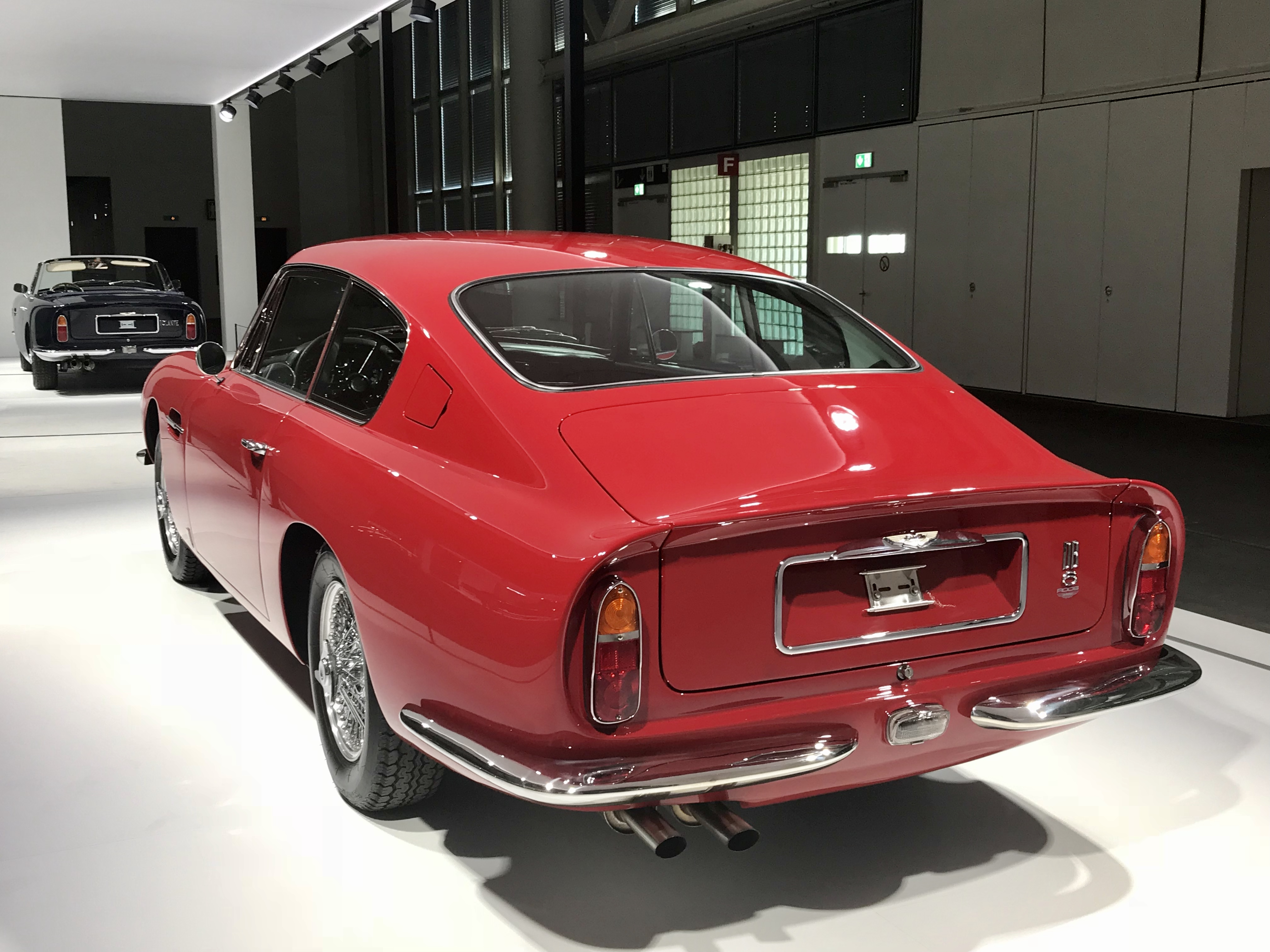
Aston Martin DB6

## Cinéma
Une DB6 apparaît dans le film français Camping. Malgré ce que dit Gérard Lanvin (rôle de Michel) dans le film, ce n'est pas la voiture de James Bond. En effet, la voiture de James Bond est une Aston Martin DB5.